# Giuseppe De Carli
Giuseppe De Carli (Milano, 18 giugno 1952 – Roma, 13 luglio 2010) è stato un giornalista e saggista italiano.

## Biografia
Nasce a Milano, cresce in una famiglia contadina di Lodi Vecchio. Frequenta il Collegio San Francesco e l'Università Cattolica del Sacro Cuore, laureandosi in Filosofia e Scienze politiche. In seguito ottiene un baccalaureato in teologia. È stato insegnante di lettere in alcuni istituti tecnici lodigiani.
Vaticanista per la RAI, redazione del TG1, ha fondato nel 2003, e diretto fino alla sua morte, la struttura di Rai Vaticano. Fu consulente per la fiction Papa Luciani, il sorriso di Dio, sulla vita di Giovanni Paolo I.
Nel luglio 2008 vince il premio "Giulia Ammannati", madre di Galileo Galilei, al Festival Nazionale del Cinema, Teatro, Televisione di Villa Basilica (Lucca) e il premio "Penna d'Oro 2008. San Francesco di Sales". Nello stesso anno è membro del comitato promotore del festival "Da Donna a Donna" a Lodi.
Ha concepito nell'ottobre 2008 l'iniziativa «La Bibbia giorno e notte», in occasione della quale l'intero testo sacro fu recitato senza interruzioni da oltre 1 200 lettori che si alternarono al leggìo della chiesa romana di Santa Croce in Gerusalemme.
È morto all'età di 58 anni al policlinico Gemelli di Roma, a causa di un tumore. I funerali si sono svolti il 15 luglio 2010 a Roma nella chiesa di Santa Maria in Traspontina, officiati dall'arcivescovo Rino Fisichella. La salma è stata poi tumulata a Lodi, nel cimitero di Riolo.

## Opere
- Breviario del nuovo millennio. Pensieri su un mondo che verrà, San Paolo, 2000
- Il grande Giubileo. Immagini e parole, Libreria Editrice Vaticana, 2001
- Eminenza, mi permette?, Piemme, 2004
- Fare la verità nella carità. Da Joseph Ratzinger a Benedetto XVI, Ares, 2005
- Benedictus. Servus servorum Dei, Elledici, 2008
- L'ultimo segreto di Fatima, Rizzoli, 2010
- Benedetto XVI. Nella vigna del Signore, Elledici, 2010 (uscito postumo)